# Wayland (miasto)
Wayland – miasto w Stanach Zjednoczonych, w stanie Nowy Jork, w hrabstwie Steuben.